# Gjergj Komnino
Gjergj Komnino (ur. 15 lutego 1919 w Mbrezhanie, zm. 1996 w Rzymie) – albański pisarz i folklorysta.

## Życiorys
Ukończył szkołę podstawową w Përmecie, następnie kontynuował naukę na poziomie średnim w Gjirokastrze i w Elbasanie.
W 1941 roku rozpoczął studia z zakresu literatury na Uniwersytecie Florenckim, jednak porzucił je na początku 1943 roku, następnie działał w albańskim ruchu oporu w regionie Gjirokastry; był tłumaczem w Sztabie Generalnym Envera Hodży oraz drukował broszury wzywające do zaangażowania w działalność partyzancką, a w listopadzie 1944 wziął udział w wyzwoleniu Tirany. Po II wojnie światowej dokończył studia w Zagrzebiu oraz podjął się pracy w Instytucie Folkloru, zajmując się badaniami poświęconymi Naimowi Frashëriemu oraz Jeronimowi De Radzie. Był także nauczycielem w szkołach średnich w Tiranie i w Durrës.
W 1956 roku napisał po francusku list do Organizacji Narodów Zjednoczonych, w którym potępił brutalność reżimu Envera Hodży; list ten dotarł do funkcjonariuszy Sigurimi. Komnino został aresztowany i skazany na śmierć; wyrok zamieniono na wyrok 25 lat pozbawienia wolności, jednak w 1972 roku został zwolniony z więzienia z powodów zdrowotnych, następnie żył jako bezdomny. Jego córka oraz ciężarna wówczas żona także zostały aresztowane przez władze, tę drugą zwolniono z więzienia po kilku miesiącach z powodu ciąży.
W 1991 roku został zrehabilitowany, uczestniczył w protestach więźniów politycznych oraz w burzeniu pomnika Envera Hodży; w tym samym roku wyemigrował do Włoch, zamieszkując w Rzymie. Opublikował tam część swoich utworów, a w 1993 roku zdobył II miejsce w jednym z konkursów literackich. Zmarł w 1996 roku; na jego pogrzebie zjawiła się jego najbliższa rodzina.

## Wybrana twórczość
- Edlirës[2]
- Emirës[2]
- Heronjtë: Profetë[2]
- Ndëshkimi i tradhëtisë[2]
- Rruga e kthimit[2]
- Terrori është një fatkeqësi humane[2]
- Vajet e kasolleve[2]
- Valo flamur (1929)[1]
- Naimi – poeti njeri (1943)[2]
- Paramithi, Paramithi (1945)[2]
- I fundmi Skanderbe (199X)[2]

## Życie prywatne
Jego ojciec zajmował się handlem.
Był żonaty z Veroniką Dafą, miał dwoje dzieci: córkę Eminję i syna Lirima.